# Vincenzo Cabianca
Vincenzo Cabianca (Verona, 20 giugno 1827 – Roma, 22 marzo 1902) è stato un pittore italiano.

## Biografia
Nato da Giovanni, di origine vicentina e da Maria Pipa, riceve la prima istruzione artistica presso l'Accademia Cignaroli di Verona, allievo di Caliari che l'avvia ai canoni pittorici tradizionali.
Nel 1845 frequenta i corsi dell'Accademia di Venezia con Ludovico Lipparini e Michelangelo Grigoletti.
Nel 1848 è a Bologna per sottrarsi all'arruolamento austriaco in occasione della Prima guerra d'indipendenza. Nel 1849 è di ritorno a Verona dove impartisce lezioni di pittura alla giovane allieva mantovana Orsola Ferrari, salva una parentesi nel 1851 a Milano dove conosce Domenico Induno, fino al trasferimento a Firenze nel 1853 per avviarsi alla scuola di Giovanni Signorini, padre di Telemaco, e per sottrarsi alla persecuzione della polizia austriaca per i suoi ideali patriottici.
A Firenze frequenta con assiduità Telemaco Signorini, Cristiano Banti e Odoardo Borrani, entrando a far parte del gruppo di artisti che a partire dal 1855 stabiliscono il proprio ritrovo al Caffè Michelangiolo, dando origine alla innovativa corrente dei Macchiaioli che ne influenza decisamente parte della produzione artistica, come nel polemico "Porco nero contro il muro bianco" del 1859. 

Nello stesso 1859, con gli amici Banti e Signorini, è a Napoli, a Solferino e La Spezia. 
Nel 1861 si reca a Parigi dove incontra gli esponenti della Scuola di Barbizon come Camille Corot e Alexandre-Gabriel Decamps ed espone alla 1ª Esposizione nazionale di Belle Arti di Firenze. 
Nel 1863 si trasferisce a Parma dove è ospitato dall'amico Cecrope Barilli e viene in contatto con Salvatore Marchesi.
Nel 1869 è dapprima sul litorale laziale per stabilirsi poi definitivamente a Roma nel 1870 con la famiglia (la moglie Adelaide, insegnante, ed i figli Silvio e Nerina), frequentandovi l'ambiente artistico capitolino e fondando il sodalizio In arte libertas con Giovanni Costa, Mario de Maria, Ettore Roesler Franz e Giulio Aristide Sartorio.
Nel 1873 è a Castiglioncello con Federico Zandomeneghi, al 1875 e 1876 risalgono le visite ad Amalfi e a Capri con Nino Costa; effettua frequenti ritorni a Firenze dove è ospitato dall'amico pittore Odoardo Lalli cui fa dono di un suo dipinto.
Nel 1886, su invito di Giuseppe Cellini, collabora all'illustrazione della edictio picta di Isaotta Guttadauro di Gabriele D'Annunzio.
In questo periodo partecipa a mostre presso le maggiori europee e negli Stati Uniti, ma per gravi problemi di salute dal 1893 la sua produzione cessa, nonostante i suoi dipinti continuino a comparire nelle esposizioni come l'ultima personale del 1902 presso la Società degli amatori e cultori di Belle Arti di Roma.
Muore a Roma il 22 marzo 1902.

## Archivio
L'archivio di Vincenzo Cabianca, costituito da un epistolario (1856-1909) e appunti autobiografici manoscritti e dattiloscritti, è una serie documentaria contenuta all'interno del fondo di artisti Macchiaioli, conservato presso il Nuovo Archivio dei Macchiaioli. Si tratta di una raccolta di vari nuclei afferenti a diversi artisti, costituita da Dario Durbé, comprendente documentazione, originale e in copia, di grande interesse per lo studio del movimento dei Macchiaioli, nonché del Risorgimento e della cultura toscana dell'Ottocento.

## Attività e stile

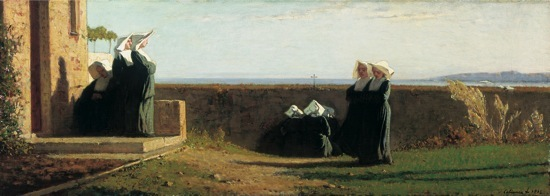
Le monachine (1861)
Istituto Matteucci, Viareggio

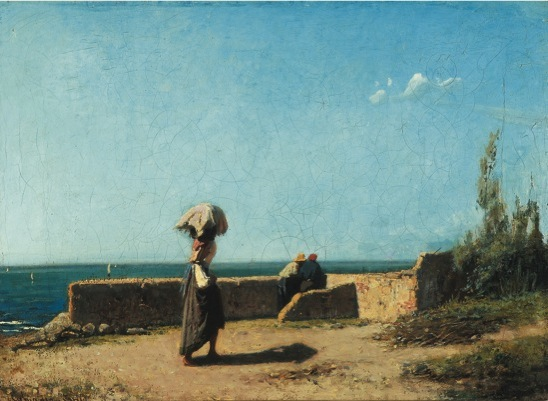
Lungomare (1860)
Collezione privata

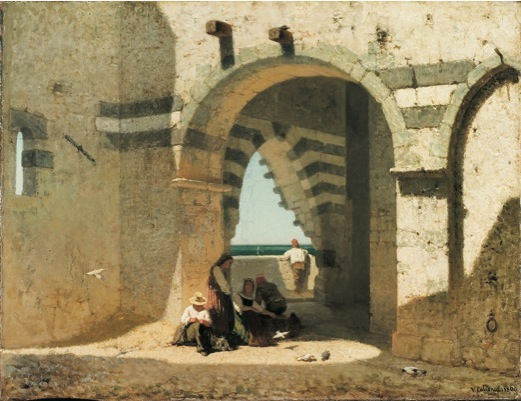
Chiesa di San Pietro a Portovenere (1860)
Collezione privata

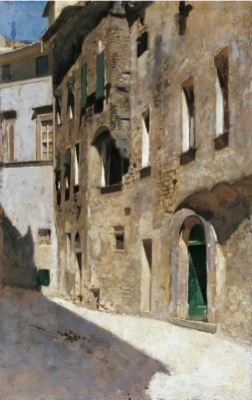
Effetto di sole (1870)
Galleria d'arte moderna di Firenze

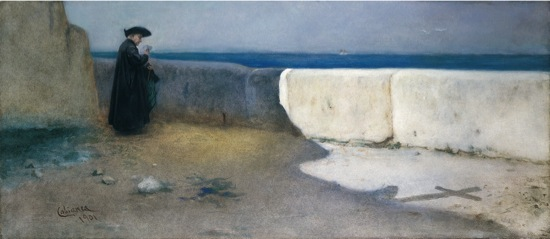
Mattutino (1901)
Collezione privata

Avviato all'attività artistica secondo i canoni tradizionali dal veronese Caliari, nella prima fase della sua carriera Cabianca si dedica prevalentemente alle scene di genere e al ritratto (Autoritratto e Ritratto di famiglia del 1854), con tecnica a olio o acquerello, sfociando anche su temi sociali contemporanei (Rifiuto di elemosina del patriarca di Venezia del 1850) e dove lascia già intravedere un vivo interesse per il cromatismo reso con vivaci pennellate che lo conduce nel periodo tra il 1855 e il 1858 all'adesione alla corrente macchiaiola, cui è avvicinato dagli amici Telemaco Signorini e Cristiano Banti.
Opere significative di questo periodo sono Porcile, Donna con un porco contro il sole (disperso) e Porco nero contro il muro bianco, dove appaiono evidenti il realismo dei soggetti, le scelte chiaroscurali e le influenze del lombardo Gerolamo Induno.
(Emilio Cecchi in Pittura italiana dell'ottocento)
Nel 1854 partecipa all'esposizione fiorentina di Belle Arti con quattro dipinti, mentre alla Promotrice espone quattro quadri di genere: Una confidenza, La disdetta di casa, Il magnetismo, La miseria.
Nel 1859 espone alla Promotrice Novellieri fiorentini del Trecento, Dante nel Casentino, Il ratto di Piccarda Donati e Ricognizione per sorpresa.
Al 1861 risalgono il viaggio a Parigi con Banti e Signorini e l'esposizione alla Mostra nazionale di Belle Arti con Ferriera nella Versilia che riscosse poco credito, così come all'esposizione fiorentina di Belle Arti del 1863, dove espose Barca a rimorchio, Mattino nei dintorni di Firenze e Crepuscolo. 
Nel 1863 Giovanni Boldini esegue alcuni ritratti dell'amico Cabianca, insieme al quale frequentava casa di Cristiano Banti, sei dei quali ci sono pervenuti.
Ai suoi soggiorni a La Spezia ed Arezzo risalgono Castiglion Fiorentino e Le monachine (1862), Arco a Portovenere, Contadina a Montemurlo, Cave di La Spezia, Acquaiole della Spezia (1864), Spiaggia a Viareggio (1865), Case a Lerici (1867), Il bagno tra gli scogli (1868), dove nelle scelte cromatiche è evidente l'influenza di altri artisti macchiaioli come Raffaello Sernesi e Odoardo Borrani.
Alla Esposizione di Belle Arti della Società promotrice di Napoli del 1865 presenta il dipinto Avanzi della chiesa di S. Pietro a Portovenere.
A partire dagli anni settanta si trasferisce definitivamente a Roma, dedicandosi in prevalenza agli acquerelli, tecnica di successo in Inghilterra dove soggiorna ed espone, uscendo quindi dalla corrente macchiaiola.

## Opere principali
- Autoritratto (1854), olio su tela, collezione privata;
- Valle del Serchio (1854), olio su tela, collezione privata;
- Vendemmia in Toscana (1854), olio su tela, collezione privata;
- L’invalido napoleonico che ricorda le sue passate memorie (1854), olio su tela, Galleria d’Arte Moderna di Trieste;
- Maremma (1857), olio su tela, Pinacoteca Malaspina di Pavia;
- L'addio del volontario (1858), olio su tela, Museo Civico Giovanni Fattori di Livorno;
- L'ombrellino (1858), olio su tela, Collezione del Dott. Alberto Marri, Palazzo Foresti, Carpi;
- L'abbandonata (1858), olio su tela, collezione privata;
- Pia dei Tolomei condotta al castello di Maremma (1858), olio su tela, Galleria d’Arte Moderna di Firenze, Palazzo Pitti;
- L’interno di un Castello alla Spezia (1859), olio su tela, Galleria d’Arte Moderna di Firenze, Palazzo Pitti;
- Luci ed ombre a Palestrina, olio su tela, Galleria d’Arte Moderna di Firenze, Palazzo Pitti;
- Lungomare (1860), olio su tela, collezione privata;
- Arco a Portovenere (1860), olio su tela, collezione privata;
- Chiesa di San Pietro a Portovenere (1860), olio su tela, collezione privata;
- Novellieri toscani (1860), olio su tela, collezione privata;
- Costume o maternità (1860), olio su tela, collezione privata;
- Zuavi (1860), olio su tela, collezione privata;
- Contadina a Montemurlo (1861), olio su tela, Galleria Nazionale d'Arte Moderna di Roma;
- Marmi a Carrara Marina (1861), olio su tela, collezione privata;
- Le monachine (o Il mattino) (1862), Istituto Matteucci, Viareggio;
- La filatrice (1862), olio su tela, collezione privata;
- Castiglion Fiorentino (1862), olio su tela applicato a cartone, Galleria Nazionale d'Arte Moderna di Roma;
- Strada a Palestrina (1862), olio su tavola, Galleria d’Arte Moderna di Firenze, Palazzo Pitti;
- Donne a Montemurlo (1862), olio su tela, collezione privata;
- Ritorno dai campi (1862), olio su tela, collezione privata;
- Canale della Maremma toscana (1862), olio su tela, collezione privata;
- Studio di donna a Montemurlo (1862), olio su tela, Galleria Nazionale d'Arte Moderna di Roma;
- Cipressi al Poggio Imperiale (1863), olio su carta applicata su tela, collezione privata;
- Strada campestre (Valdinievole) (1863), olio su carta applicata a tavola, collezione privata;
- Venezia (1863), olio su tavola, Galleria d’Arte Moderna di Firenze, Palazzo Pitti;
- Acquaiole della Spezia (1864), olio su tela, Butterfly Institute Fine Art, Lugano
- Donne della Liguria (1864), olio su tela, collezione privata;
- Spiaggia a Viareggio (1865), olio su tela, Galleria d'arte moderna di Genova;
- Al sole (1866), olio su tela, collezione privata;
- La passeggiata (1867), olio su tela, collezione privata;
- Cave di La Spezia (1867 ca), Galleria d’Arte Moderna di Firenze, Palazzo Pitti
- La monaca (1867), olio su cartone, Galleria d'Arte Moderna di Milano;
- Donne sul ponte a Venezia (1869), olio su tela, Galleria d’Arte Moderna Ricci Oddi di Piacenza;
- Effetto di sole (1868-1870), olio su tavola, Galleria d’Arte Moderna di Firenze, Palazzo Pitti;
- Cortile rustico (1870-1875), olio su cartone, Galleria d’Arte Moderna di Firenze, Palazzo Pitti;
- Androne a Terracina (1870-1880), olio su cartone, Galleria d’Arte Moderna di Firenze, Palazzo Pitti;
- Nudo seduto (1870), olio su tela, Museo Civico Giovanni Fattori di Livorno;
- Paesaggio con figure (1870), olio su tavola, collezione privata;
- Nettuno (1872?), olio su tavola, Galleria d’Arte Moderna di Firenze, Palazzo Pitti;
- Barche di pescatori (1874), olio su tavola, Fondazione Biblioteca Morcelli - Pinacoteca Repossi, Chiari;
- Barche a Sestri Levante (1881), olio su tavola, collezione privata;
- Marina a Castiglioncello (1887-1890), olio su tavola, Galleria d’Arte Moderna di Firenze, Palazzo Pitti;
- Canale della Madonna dell'orto a Venezia (1889), acquerello su cartone, collezione privata;
- Nell'isola di Murano (1889), Tecnica mista su cartone applicato su tela, collezione privata;
- Nevi romane (1893), tecnica mista su cartone, collezione privata;
- Canale veneziano (1895), Tecnica mista su cartone, collezione privata;
- Case a Lerici (non datato), olio su tela riportato su cartone, Galleria d’Arte Moderna di Firenze, Palazzo Pitti;
- Chiesa a Forio d'Ischia (1900), Tecnica mista su cartoncino, collezione privata;
- Mattutino (1902), acquerello su carta, Galleria d’Arte Moderna di Firenze, Palazzo Pitti;
- Garibaldi a Caprera, (non datato), olio su tela, Galleria d’Arte Moderna di Firenze, Palazzo Pitti.

## Mostre

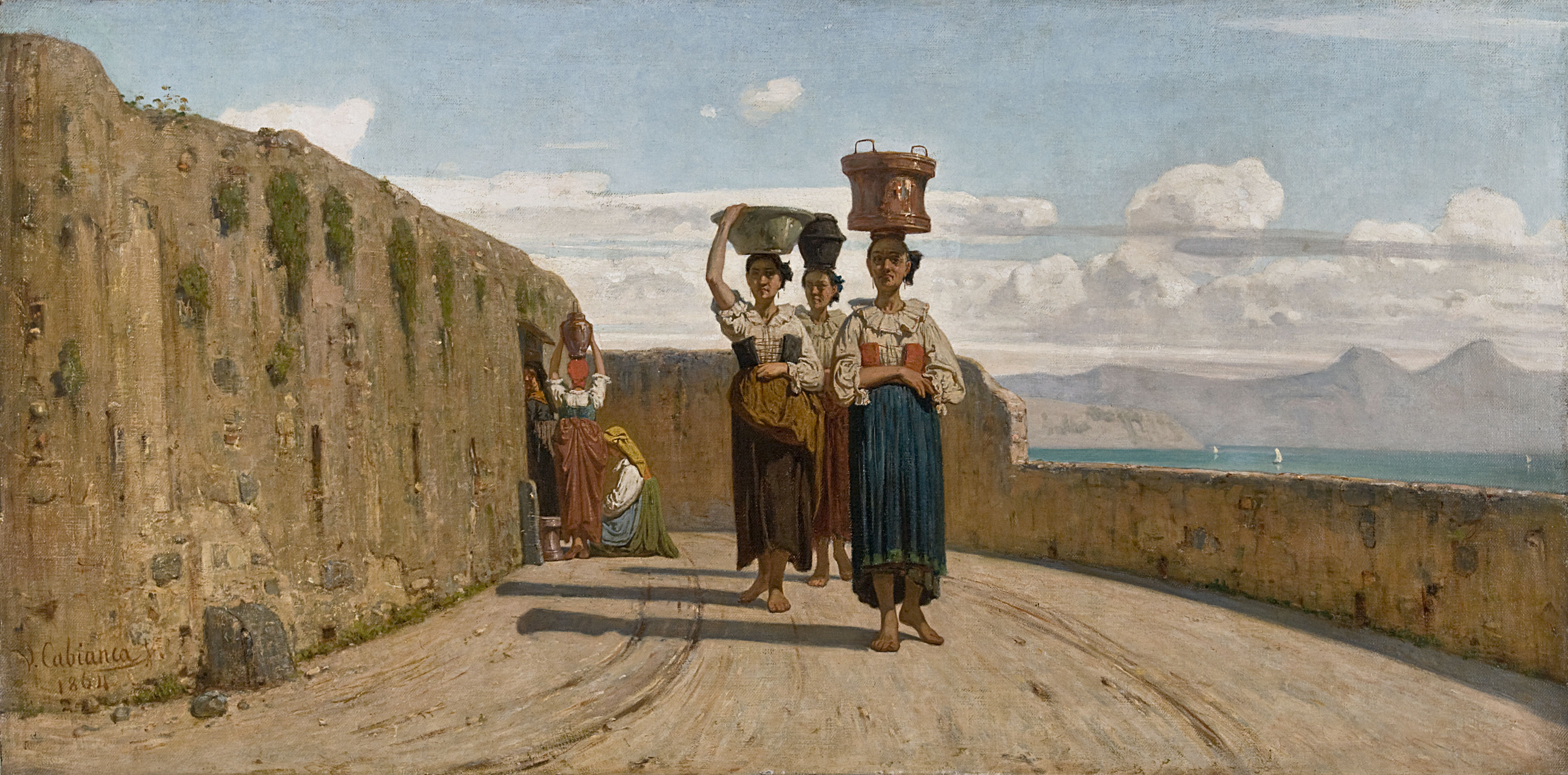
Acquaiole a La Spezia, 1864

Nel 1927 a Verona gli viene dedicata la personale Onoranze centenarie al pittore Vincenzo Cabianca in occasione del centenario della sua nascita, così come nel 1938 a Roma presso la Opera Nazionale Dopolavoro.
Nel 1977 presso la Galleria nazionale d'arte moderna e contemporanea di Roma, si è tenuta l'esposizione del fondo d'atelier pressoché intatto lasciata dall'artista alla sua morte, comprendente tutti i taccuini con i disegni custoditi nell'archivio Cabianca.
Nell'ottobre del 2007 è allestita a Villa Bardini di Firenze la mostra Cabianca e la civiltà dei Macchiaioli.
Nel 2008 presso il Museo nazionale Alinari della fotografia di Firenze, si è tenuta la mostra I macchiaioli e la fotografia, nel quale sono pubblicate immagini fotografiche dell'archivio Cabianca collegato al ambiente dei Macchiaioli.
Nel gennaio 2013 si tiene la mostra Vincenzo Cabianca, il maestro della luce presso il Butterfly Institute Fine Art di Lugano.